# Klippsvala
Klippsvala (Ptyonoprogne rupestris) är en liten fågel inom familjen svalor som häckar i bergsområden i södra Europa, nordvästra Afrika och södra Asien. Merparten av de europeiska häckfåglarna är stannfåglar, men vissa nordliga populationer och merparten av de som häckar i Asien är flyttfåglar och övervintrar i norra Afrika, Mellanöstern och Indien. Klippsvalan placerar boet under utskjutande klippor eller, vilket sker allt oftare, på byggnader. 

## Utseende

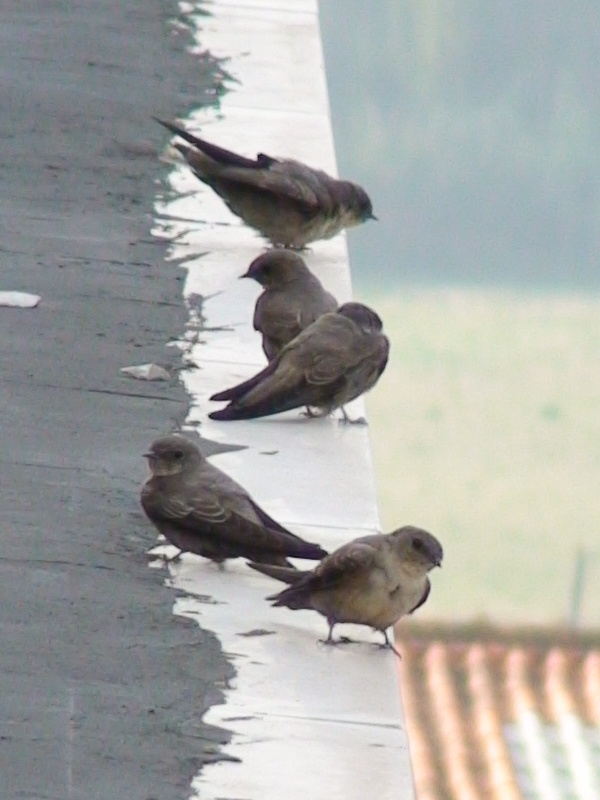
Utanför häckningstiden är klippsvalan mycket social.

Klippsvalan är en kompakt svala med bred hals och breda men spetsiga vingar. Den är stor som en hussvala med en längd på mellan 14 och 15 centimeter. Dess fjäderdräkt är genomgående grå med gråbruna inslag. Ovansidan är mellangrå, vingpennorna jämnt mörkgrå och undersidan ljusare grå med mörk undergump. Dess undre täckare är mörka, nästan svarta och kontrasterar kraftig gentemot resten av undersidan. När den spärrar upp sin mörka stjärt, som ser ut som två trianglar på vardera sida om gumpen, syns ett antal vita kvadratiska fläckar på stjärtfjädrarna. Den kan lätt förväxlas med andra klippsvalor, som afrikansk klippsvala, men är större, har ljusare fläckar på stjärten och andra färgnyanser i fjäderdräkten. 

## Läten
Klippsvalans läten är rätt diskreta, med korta och ljusa "pli", hämplinglika "piiä" och hussvalelika "tschir". Sången är inget mer än en snabb och kvittrig ramsa.

## Utbredning
Klippsvalan häckar i bergiga områden upp till 2000 meter kring 40:e breddgraden i norra Afrika i Marocko, Algeriet, Tunisien och Libyen, i Europa, främst vid Medelhavet men även så långt norrut som södra Tyskland, österut till bergsområden söder om Svarta havet, Iran, Afghanistan, Pakistan, i Himalaya och vidare österut till Gula havet och även norr om Taklamakan i Altaj i nordvästra Mongoliet och södra Sibirien.
Klippsvalan är flyttfågel i norr och kortflyttare eller stannfågel i söder. Flyttfåglarna har övervintringskvarter på några olika platser i norra Afrika, Portugal, Spanien och i Indien

### Förekomst i Sverige
Klippsvala har observerats vid fyra tillfällen i Sverige, varav tre i oktober. Första fyndet gjordes 19–22 oktober 1996 vid Kullen i Skåne, därefter i Skanör 25–29 oktober 2001. Fem år senare, 20 oktober 2006, upptäcktes fyra klippsvalor vid Götafors Industriområde utanför Vaggeryd i Småland. De stannade i en dag, men dagen efter hittades tre klippsvalor vid Gamla vattentornet i Linköping som med stor sannolikhet var samma individer. Det senaste fyndet är från i 5 juli 2011 i Onsala, Halland.

## Ekologi

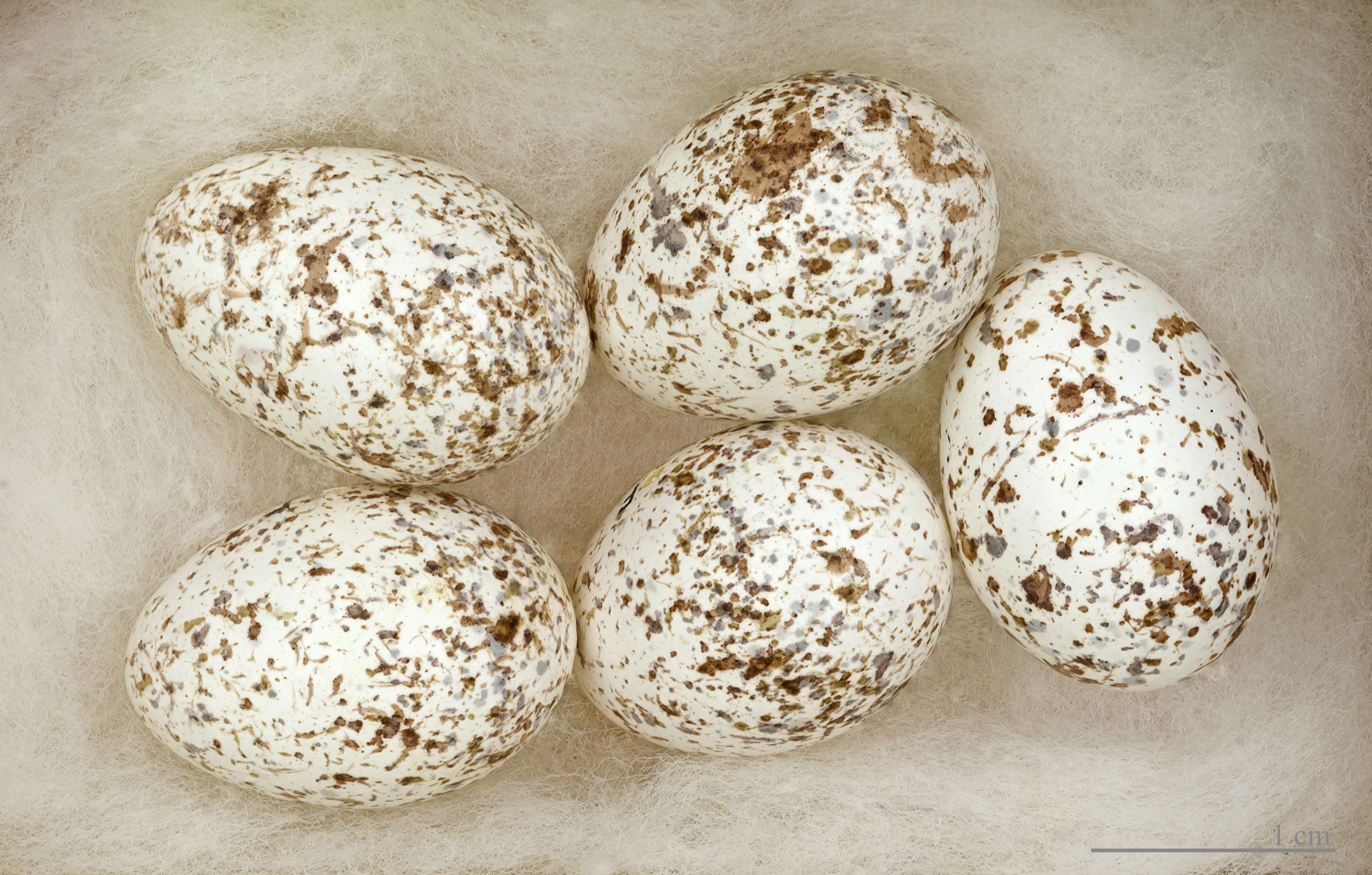
Ägg av klippsvala.

Klippsvalan häckar i klippstup i grottor och håligheter och kan även häcka på höga byggnader, broar och liknande, vilket blir vanligare. Boet har formen av en kvartssfär och byggs av lera, och fodras med fjädrar och torrt gräs. Den häckar oftast enstaka men på goda häckningsplatser kan flera bon förekomma. De två till fem vita äggen med bruna fläckar ruvas huvudsakligen av honan. Båda föräldrarna tar hand om ungarna. Utanför häckningstiden är den mycket social.

## Status och hot
Arten har ett stort utbredningsområde och en stor population med stabil utveckling och tros inte vara utsatt för något substantiellt hot. Utifrån dessa kriterier kategoriserar internationella naturvårdsunionen IUCN arten som livskraftig (LC). Världspopulationen uppskattas till mellan cirka 1,7 och 3,3 miljoner vuxna individer.